# Johann Philipp Kirnberger
Johann Philipp Kirnberger (Saalfeld/Saale, 24 aprile 1721 – Berlino, 27 luglio 1783) è stato un violinista, clavicembalista e compositore tedesco.
Fu anche un eminente teorico musicale.

## Vita
Studiò clavicembalo con Johann Peter Kellner a Gräfenroda. Tra il 1738 e il 1739 fu allievo di Ernst Ludwig Gerber a Sondershausen, dopo di Johann Sebastian Bach per due anni a Lipsia. Dal 1741 al 1750 esercitò la mansione di clavicembalista e di maestro di cappella presso molti ricchi signori in Polonia e nel Monastero di Leopoli, prima di rientrare in Germania l'anno successivo. Dopo alcuni brevi soggiorni a Coburgo e a Gotha, decise di perfezionarsi a Dresda con il violinista Fickler, suonando prima nell'orchestra reale di Potsdam, e nel 1754 in quella del margravio di Rheinsberg. Perfezionatosi in composizione con Carl Heinrich Graun, a partire dal 1758 fino alla sua morte, fu musicista di corte e insegnante di composizione al servizio della principessa Anna Amalia di Prussia, una sorella di Federico II il Grande. Egli, ormai anziano, collaborò con Carl Philipp Emanuel Bach nella raccolta e nella pubblicazione di parecchi corali bachiani a 4 voci.

## Considerazioni
Kirnberger fu una tra le più significative figure nello sviluppo delle teorie armoniche durante il XVIII secolo. Alla sua enorme ammirazione per Bach sono collegate la raccolta e la sistemazione di alcune composizioni bachiane per la biblioteca di Anna Amalia (sono 102 volumi manoscritti, come la partitura autografa dei Concerti brandeburghesi di Johann Sebastian Bach e la  raccolta di preludi corali che da lui prendono il nome).
Una sua celebre composizione si intitola La Birichina, ed è un breve pezzo solistico in La maggiore per clavicembalo; esso è suddiviso in due parti, ognuna delle quali deve essere ripetuta al termine, secondo la formula del ritornello.